# Barnettia
Barnettia is een geslacht van neteldieren uit de  familie van de Pandeidae.

## Soort
- Barnettia caprai Schuchert, 1996